# Équipe d'Israël des moins de 17 ans de football
Maillots
L'équipe d'Israël des moins de 17 ans est une sélection de joueurs de moins de 17 ans au début des deux années de compétition placée sous la responsabilité de la Fédération d'Israël de football. L'équipe a terminé une fois troisième du championnat d'Europe des moins de 17 ans mais n'a jamais participé à la Coupe du monde des moins de 17 ans.

## Parcours au Championnat d’Europe des moins de 17 ans
| - 1982 : Non qualifié - 1984 : Non qualifié - 1985 : Non qualifié - 1986 : Non qualifié - 1987 : 1er tour - 1988 : Non qualifié - 1989 : Non qualifié - 1990 : Non qualifié - 1991 : Non qualifié - 1992 : 1er tour - 1993 : Non qualifié - 1994 : Non qualifié - 1995 : Non qualifié - 1996 : 3e - 1997 : 1er tour - 1998 : Quarts-de-finale - 1999 : Quarts-de-finale - 2000 : 1er tour - 2001 : Non qualifié - 2002 : Non qualifié - 2003 : 1er tour |  | - 2004 : Non qualifié - 2005 : 1er tour - 2006 : Non qualifié - 2007 : Non qualifié - 2008 : Non qualifié - 2009 : Non qualifié - 2010 : Non qualifié - 2011 : Non qualifié - 2012 : Non qualifié - 2013 : Non qualifié - 2014 : Non qualifié - 2015 : Non qualifié - 2016 : Non qualifié - 2017 : Non qualifié - 2018 : 1er tour - 2019 : Non qualifié - 2020 - 2021 : Éditions annulées - 2022 : 1er tour - 2023 : Non qualifié |

### Parcours en Coupe du monde
- 1985 : Non qualifié
- 1987 : Non qualifié
- 1989 : Non qualifié
- 1991 : Non qualifié
- 1993 : Non qualifié
- 1995 : Non qualifié
- 1997 : Non qualifié
- 1999 : Non qualifié
- 2001 : Non qualifié
- 2003 : Non qualifié
- 2005 : Non qualifié
- 2007 : Non qualifié
- 2009 : Non qualifié
- 2011 : Non qualifié
- 2013 : Non qualifié
- 2015 : Non qualifié
- 2017 : Non qualifié
- 2019 : Non qualifié
- 2023 : Non qualifié